# Дамбиева, Баярма Дамбиевна
Баярма́ Дамби́евна Дамби́ева (1 января 1948 — 7 марта 2022) ― российская бурятская художница, заслуженный художник Республики Бурятия. Известна своими работами по созданию гобеленов.

## Биография
Родилась 1 января 1948 года в улусе Чиндалей Дульдургинского района Агинского Бурятского автономного округа Читинской области.
После учёбы в средней школе поступила в Агинское педагогическое училище, которое окончила в 1967 году. С 1967 по 1971 год училась в Московском государственном институте культуры на библиотечном факультете.
Вернувшись на родину, с 1971 по 1972 год работала преподавателем русского языка и литературы в Урда-Агинской средней школе. Затем, переехав в Бурятию, в 1972 году начала работать в краеведческом отделе Национальной библиотеки Бурятской АССР.
С 1982 года работала в художественно-производственных мастерских Союза художников Бурятии под руководством народного художника России Даши-Нимы Дугаровича Дугарова и заслуженного художника России Аллы Ойдоповны Цыбиковой.
В 1989 году стала членом Союза художников России. С 2003 года — член Творческого союза художников России.
Начиная с 1983 года, постоянно участвовала в республиканских, зональных, российских, зарубежных выставках, в том числе персональной в 1993 году в Иркутске.
Создала такие произведения, как: гобелены — «Сотворение» по эскизу Аллы Цыбиковой (1983), «Хозяин земли» по эскизу Аллы Цыбиковой (1984), «На просторе» (1987), «Хурдэ» (1991), «Белый старец» по эскизу А. О. Цыбиковой (1991), «Золотистый» (2000), «Мелодия весны» (2001), «Ветер» (2003).
Гобелены Дамбиевой находятся в Художественном музее имени Цыренжапа Сампилова, в Музее истории Бурятии имени Матвея Хангалова, в Этнографическом музее народов Забайкалья в Улан-Удэ, а также в музеях Москвы, Иркутска, села Агинска и в частных коллекциях.
Указом Президента Бурятии от 15 марта 1999 года Баярме Дамбиевой присвоено звание «Заслуженный художник Республики Бурятия».

Гобелены Баярмы Дамбиевой сразу узнаваемы: их отличает от работ других мастеров не только техническая манера исполнения, её работы отличаются особой деликатностью и тонкостью, но, главное, почему узнаёшь её почерк — внутренняя наполненность, внутреннее содержание.— 
Умерла 7 марта 2022 года в Улан-Удэ.